# 帕塔安哈西山
13°56′55″S 70°45′46″W / 13.94861°S 70.76278°W

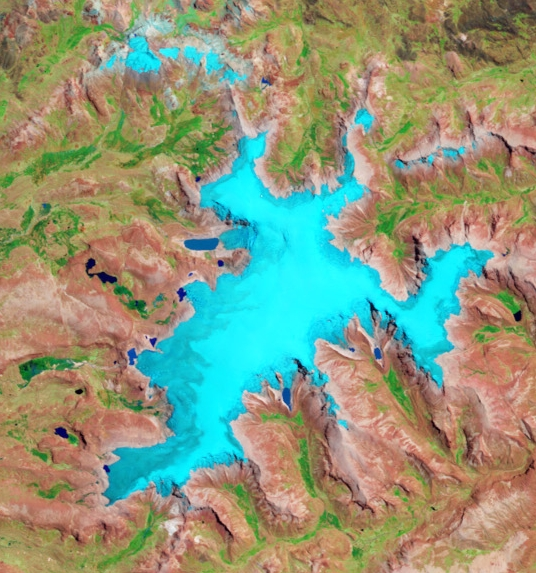

帕塔安哈西山（Pata Anjasi），是秘魯的山峰，位於該國東南部普諾大區，由卡拉瓦亞省的科拉尼區負責管轄，屬於韋爾卡努塔山脈的一部分，海拔高度約5,000米。